# Scinax rostratus
Scinax rostratus là một loài ếch trong họ Nhái bén.
Nó được tìm thấy ở Colombia, Guyana, Panama, Suriname, Venezuela, và có thể Brasil.
Các môi trường sống tự nhiên của chúng là các khu rừng khô nhiệt đới hoặc cận nhiệt đới, rừng ẩm đất thấp nhiệt đới hoặc cận nhiệt đới, xavan ẩm, đầm nước ngọt, đầm nước ngọt có nước theo mùa, vùng đồng cỏ, vườn nông thôn, và các khu rừng trước đây bị suy thoái nặng nề. Loài này đang bị đe dọa do mất môi trường sống.